# Житново
Житново — деревня в Зубцовском районе Тверской области России. Входит в состав Княжьегорского сельского поселения.

## География
Деревня находится в южной части Тверской области, в зоне хвойно-широколиственных лесов, на левом берегу реки Дерильни, при автодороге 28Н-0424, на расстоянии примерно 40 километров (по прямой) к юго-востоку от города Зубцова, административного центра района. Абсолютная высота — 225 метров над уровнем моря.

### Климат
Климат характеризуется как умеренно континентальный. Среднегодовая температура воздуха — 3,4 °C. Средняя температура воздуха самого холодного месяца (января) — −7,2 °C (абсолютный минимум — −47 °C), средняя температура самого тёплого (июля) — 17 °С (абсолютный максимум — 36 °С). Безморозный период длится около 130 дней. Годовое количество атмосферных осадков составляет около 600 мм, из которых большая часть (около 70 %) выпадает в тёплый период.

### Часовой пояс
Деревня Житново, как и вся Тверская область, находится в часовой зоне МСК (московское время). Смещение применяемого времени относительно UTC составляет +3:00.

## Население
| 1859 | 2002 | 2010 |
| ---- | ---- | ---- |
| 407  | ↘19  | ↘12  |

### Национальный состав
Согласно результатам переписи 2002 года, в национальной структуре населения русские составляли 100 % из 19 чел.